# Le Thanh Tong
Lê Thánh Tông, namn vid födseln (tên huý) Lê Tư Thành, född 1442, död 1497, var den femte kejsaren av Senare Ledynastin i Vietnam. Han regerade från 1460 till 1497 och han anses ha varit en både kulturellt intresserad och militärt skicklig person.

## Militära kampanjer
En omorganisering av militären skedde vilket ledde till att en armé på 70000 kunde sättas upp (senare utökades armén med ytterligare 100000 personer). Soldaterna hade en bit mark som de brukade när de inte var i strid.
1470 genomförde kungen av Champa Ban La Tra Toan en attack mot södra Vietnam som resulterade i en vietnamesisk motoffensiv.  Huvudstaden Vijaya erövrades och kungen togs tillfånga. Halva Champa kom att införlivas med Vietnam och den andra halvan fortsatte existera men var starkt kontrollerad.
Ett fälttåg fördes även mot Laos som resulterade i att vietnamesiska soldater för en kort stund även befanns sig i norra Thailand och Myanmar. Avstånden blev för stora i längden och den vietnamesiska armén drogs tillbaka eller blev besegrad.

## Civila reformer
En ny geografisk indelning genomfördes i 13 provinser och 8000 bykommuner (xa) som alla hade en huvudman. Systemet underlättade en effektiv skatteindrivning. Ett delvis nytt lagsystem (Hong Duc) infördes  . Dessa system gav kvinnor en relativt stark ställning vilket bland annat innebar lika arvsrätt för män och kvinnor.

## Kultur
Framsteg gjordes även på det kulturella planet med historikern Ngo Si Lien och en sammanställning av olika legender av Vu Quynh och Kieu Phu. Kungen själv var en duktig diktare och skrev både på kinesiska och nom. Han byggde ut litteraturens tempel i Hanoi och beordrade att stentavlor skulle resas över dem som avlagt examen. Han gav order om att den första kartan över Vietnam skulle ritas.
Lê Thánh Tông efterträddes vid sin död av sin son Lê Hiến Tông.